# Ghiacciaio Bevin
Il ghiacciaio Bevin (in inglese Bevin Glacier) è un ghiacciaio lungo 8,5 km situato sulla costa di Foyn, nella parte orientale della Terra di Graham, in Antartide. Il ghiacciaio, il cui punto più alto si trova 177 m s.l.m., fluisce verso est fino ad entrare nella parte sud-occidentale dell'insenatura del Gabinetto, fra il ghiacciaio Attlee e il ghiacciaio Anderson, andando così ad alimentare quello che rimane della piattaforma glaciale Larsen C.

## Storia
Il ghiacciaio Bevin fu fotografato per la prima volta nel 1947 durante la Spedizione antartica di ricerca Ronne, 1947—48, e lo stesso anno una spedizione del British Antarctic Survey, che all'epoca si chiamava ancora Falkland Islands and Dependencies Survey (FIDS). Proprio il FIDS lo battezzò così in onore di Ernest Bevin, già ministro del lavoro britannico e, all'epoca, ministro degli esteri nonché membro del gabinetto di guerra britannico.